# Bathysquilla crassispinosa
Bathysquilla crassispinosa is een bidsprinkhaankreeftensoort uit de familie van de Bathysquillidae. De wetenschappelijke naam van de soort is voor het eerst geldig gepubliceerd in 1909 door Fukuda.